# Arbeitsgericht Halle
Das Arbeitsgericht Halle, ein Gericht der Arbeitsgerichtsbarkeit, ist eines der vier sachsen-anhaltischen Arbeitsgerichte.

## Gerichtssitz und -bezirk
Das Gericht hat seinen Sitz in Halle (Saale). Es hält Gerichtstage in Naumburg (Saale) ab.
Das Arbeitsgericht Halle ist örtlich  für Rechtsstreitigkeiten aus der Stadt Halle (Saale), dem Burgenlandkreis, dem Saalekreis und dem Landkreis Mansfeld-Südharz zuständig.
Die sachliche Zuständigkeit ergibt sich aus dem Arbeitsgerichtsgesetz.

## Gerichtsgebäude
Das Gericht ist im Justizzentrum Halle in der Thüringer Straße 16 untergebracht.

## Übergeordnete Gerichte
Dem Arbeitsgericht Halle sind das Landesarbeitsgericht Sachsen-Anhalt und im weiteren Rechtszug das Bundesarbeitsgericht übergeordnet.

## Geschichte
Gemäß Arbeitsgerichtsgesetz vom 23. Dezember 1926 wurden in Deutschland Arbeitsgerichte gebildet. Diese waren nur in der ersten Instanz organisatorisch selbstständige Gerichte, die Landesarbeitsgerichte waren den Landgerichten zugeordnet. Am Landgericht Halle entstand so 1927 das Landesarbeitsgericht Halle als eines von vier Landesarbeitsgerichten im Bezirk des Oberlandesgerichtes Naumburg. In Halle entstand das Arbeitsgericht Halle. Sein Sprengel umfasste die Bezirke der Amtsgerichte Alsleben, Halle, Könnern (ohne die Landgemeinde Löbnitz an der Linde), Löbejün, Schkeuditz und Wettin. Es bestanden zwei Kammern für Arbeiter, je eine Kammer für Angestellte und für Handwerk sowie eine Kammer für die Mitarbeiter der Reichsbahndirektion Halle.
Nach der Besetzung Deutschlands durch die Alliierten wurden 1945 zunächst alle Gerichte geschlossen. Die ordentlichen Gerichte wurden schon bald wieder eröffnet, während die Arbeitsgerichte zunächst nicht wieder eingerichtet wurden, so dass arbeitsgerichtliche Streitigkeiten von den ordentlichen Gerichten erledigt werden mussten. Gemäß Kontrollratsgesetz 21 sollten in Deutschland Arbeitsgerichte aufgebaut werden. In Halle wurde das Arbeitsgericht neu gebildet. In der DDR bestanden 1952 bis 1963 Arbeitsgerichte auf Kreis- und Bezirksebene. Nachdem diese 1963 in die Kreis- und Bezirksgerichte integriert worden waren, gab es keine gesonderten Arbeitsgerichte mehr.
Nach der Wende wurden in Sachsen-Anhalt mit dem Gesetz über die Gerichte für Arbeitssachen vom 23. August 1991 wieder Arbeitsgerichte gebildet. Dabei wurde das heutige Arbeitsgericht Halle neu gebildet.